# Kellogg (Iowa)
Kellogg ist eine Kleinstadt (mit dem Status „City“) im Jasper County im US-amerikanischen Bundesstaat Iowa. Das U.S. Census Bureau hat bei der Volkszählung 2020 eine Einwohnerzahl von 606 ermittelt.
Kellogg ist Bestandteil der Metropolregion um Iowas Hauptstadt Des Moines.

## Geografie
Kellogg liegt im südöstlichen Zentrum Iowas, im östlichen Vorortbereich von Des Moines. Die Stadt liegt am nördlichen Skunk River. Rund 140 km südlich von Kellogg verläuft die Grenze zum Nachbarstaat Missouri, die Grenze zu Illinois wird rund 180 km östlich vom Mississippi gebildet, während der Missouri River rund 280 km westlich die Grenze Iowas zu Nebraska bildet.
Die geografischen Koordinaten von Kellogg sind 41°43′05″ nördlicher Breite und 92°54′27″ westlicher Länge. Die Stadt erstreckt sich über eine Fläche von 0,96 km² und ist die größte Ortschaft innerhalb der Kellogg Township.
Nachbarorte von Kellogg sind Laurel (20,7 km nördlich), Gilman (27,8 km nordöstlich), Oakland Acres (9,4 km östlich), Grinnell (18,8 km in der gleichen Richtung), Lynnville (25 km südöstlich), Sully (20,2 km südsüdöstlich), Killduff (13 km südlich), Reasnor (24,9 km südwestlich) und Newton (15,1 km westlich).
Das Stadtzentrum von Des Moines liegt 71 km westlich. Die nächstgelegenen weiteren größeren Städte sind die Twin Cities (Minneapolis und St. Paul) in Minnesota (432 km nördlich), Rochester in Minnesota (299 km nordnordöstlich), Waterloo (129 km nordöstlich), Cedar Rapids (134 km ostnordöstlich), Iowas frühere Hauptstadt Iowa City (121 km östlich), die Quad Cities in Iowa und Illinois (205 km in der gleichen Richtung), Chicago in Illinois (473 km ebenfalls östlich), Peoria in Illinois (363 km ostsüdöstlich), Illinois’ Hauptstadt Springfield (444 km südöstlich), St. Louis in Missouri (519 km in der gleichen Richtung), Columbia in Missouri (360 km südsüdöstlich), Kansas City in Missouri (381 km südsüdwestlich), Nebraskas größte Stadt Omaha (293 km westsüdwestlich), Nebraskas Hauptstadt Lincoln (372 km in der gleichen Richtung), Sioux City (360 km westnordwestlich) und South Dakotas größte Stadt Sioux Falls (504 km nordwestlich).

## Verkehr
Der Interstate Highway 80, der hier die kürzeste Verbindung von Des Moines nach Iowa City bildet, verläuft in West-Ost-Richtung 4 km südlich an Kellogg vorbei. Parallel dazu verläuft entlang des südlichen Stadtrandes der U.S. Highway 6. Der Iowa Highway 224 verläuft in Nord-Süd-Richtung als Hauptstraße durch das Zentrum von Kellogg. Alle weiteren Straßen sind untergeordnete Landstraßen, teils unbefestigte Fahrwege sowie innerörtliche Verbindungsstraßen.
Eine von Des Moines zum Mississippi führende Eisenbahnlinie der Iowa Interstate Railroad (IAIS) verläuft in Nordwest-Südost-Richtung durch das Stadtgebiet von Kellogg.
Mit dem Newton Municipal Airport befindet sich 15 westsüdwestlich ein kleiner Flugplatz. Der nächste Verkehrsflughafen ist der 80 km in der gleichen Richtung gelegene Des Moines International Airport.

## Bevölkerung
Nach der Volkszählung im Jahr 2010 lebten in Kellogg 599 Menschen in 261 Haushalten. Die Bevölkerungsdichte betrug 624 Einwohner pro Quadratkilometer. In den 261 Haushalten lebten statistisch je 2,3 Personen.
Ethnisch betrachtet setzte sich die Bevölkerung zusammen aus 98,2 Prozent Weißen, 0,2 Prozent Afroamerikanern, 0,2 Prozent amerikanischen Ureinwohnern, 0,5 Prozent Asiaten sowie 0,8 Prozent aus anderen ethnischen Gruppen; 0,2 Prozent stammten von zwei oder mehr Ethnien ab. Unabhängig von der ethnischen Zugehörigkeit waren 2,2 Prozent der Bevölkerung spanischer oder lateinamerikanischer Abstammung.
20,9 Prozent der Bevölkerung waren unter 18 Jahre alt, 66,4 Prozent waren zwischen 18 und 64 und 12,7 Prozent waren 65 Jahre oder älter. 49,6 Prozent der Bevölkerung waren weiblich.
Das mittlere jährliche Einkommen eines Haushalts lag bei 50.417 USD. Das Pro-Kopf-Einkommen betrug 23.084 USD. 14,3 Prozent der Einwohner lebten unterhalb der Armutsgrenze.